# Hash Pipe
"Hash Pipe" és el primer senzill de l'àlbum Weezer (The Green Album), tercer disc del grup estatunidenc Weezer. El senzill fou produït per Rik Ocasek i es va llançar l'any 2001.

## Informació
Rivers Cuomo va compondre la cançó inspirat en un prostitut transvestit passejant per Santa Monica. La principal melodia de la cançó prové de la cançó "Kiss Me Deadly" de Lita Ford. En la portada del senzill hi apareix el bateria del grup, Patrick Wilson, amb un paquet de cigarretes Natural American Spirit difuminat per evitar problemes legals amb la marca.
El títol de la cançó fa referència a la droga, ja que coloquialment, "hash" significa "haixix". Aquest fet va provocar que algunes emissores de ràdio i canals de televisió censuressin la cançó o el títol de la cançó, tot i que les raons esgrimides foren bastant inconsistents. Per exemple, MTV emetia el videoclip amb el títol "H*** Pipe", i en el programa Top of the Pops, el grup va canviar el títol i les lletres per "Half Pipe". Casualment, en aquest programa, Weezer va tocar abans del grup OPM, que va cantar la cançó "Heaven Is A Half Pipe" causant confusió als espectadors.
El videoclip fou dirigit per Marcos Siega, el primer dels molts que ha dirigit de Weezer, però sense tenir res a veure amb la lletra de la cançó. El grup apareix tocant en un gimnàs on es practica sumo i estan envoltats per diversos lluitadors. Durant la cançó, dos lluitadors tenen un combat i puntualment apareixen tocant la guitarra i posant veus addicionals. El videoclip fou nominat per millor videoclip als premis MTV Video Music Awards del 2001.

## Llista de cançons
Promo Ràdio
1. "Hash Pipe" - 2:51

CD Retail / Senzill 7" Retail (Vinil negre) (Estats Units)
1. "Hash Pipe" - 2:52
2. "I Do" - 2:10

CD Retail (Regne Unit)
1. "Hash Pipe" - 2:51
2. "Starlight" - 3:35
3. "Hash Pipe" (Jimmy Pop Remix)
4. "Hash Pipe" (CD-ROM Video)

Senzill 7" Retail (Vinil verd) (Regne Unit)
1. "Hash Pipe" - 2:52
2. "Teenage Victory Song" - 3:11

Promo Senzill 12" Remix (Vinil negre) (Estats Units)
1. "Hash Pipe" (Jimmy Pop Remix)
2. "Hash Pipe" (Chris Crenna's Kick Me Remix)
3. "Hash Pipe" (Chris Crenna's Under Glass Remix) - 4:13

## Posicions en llista
| Llista                                | Posició |
| ------------------------------------- | ------- |
| U.S. Billboard Modern Rock Tracks     | 2       |
| U.S. Billboard Mainstream Rock Tracks | 24      |
| Canadà                                | 16      |